# Kopaniny (přírodní památka, okres Písek)
Kopaniny jsou přírodní památka přibližně kilometr jihovýchodním směrem od vsi Zbonín v okrese Písek nedaleko Mirovic. Důvodem ochrany je zbytek reliktního boru, který dosahuje stáří přes 170 let. Chráněný les se nachází na levém břehu Otavy tvořící již část Orlické přehrady na skalnatém úbočí.

## Předmět ochrany
Mezi zastoupenými dřevinami je zde možné nalézt borovici lesní (Pinus sylvestris) a habr obecný (Carpinus betulus). Nižší bylinné patro je ideální pro rostliny, které preferují suché skalnaté podloží jako např. lilie zlatohlavá (Lilium martagon), chrpa chlumní (Centaurea triumfettii) a tařice skalní (Aurinia saxatilis). Mimo vzácné zástupce flory se zde nachází i chránění zástupci fauny respektive brouků jako silně ohrožený tesařík obrovský (Cerambyx cerdo), roháč obecný (Lucanus cervus), svižník lesní (Cicindela sylvatica) či střevlík Ullrichův (Carabus ullrichii).

## Dopravní dostupnost

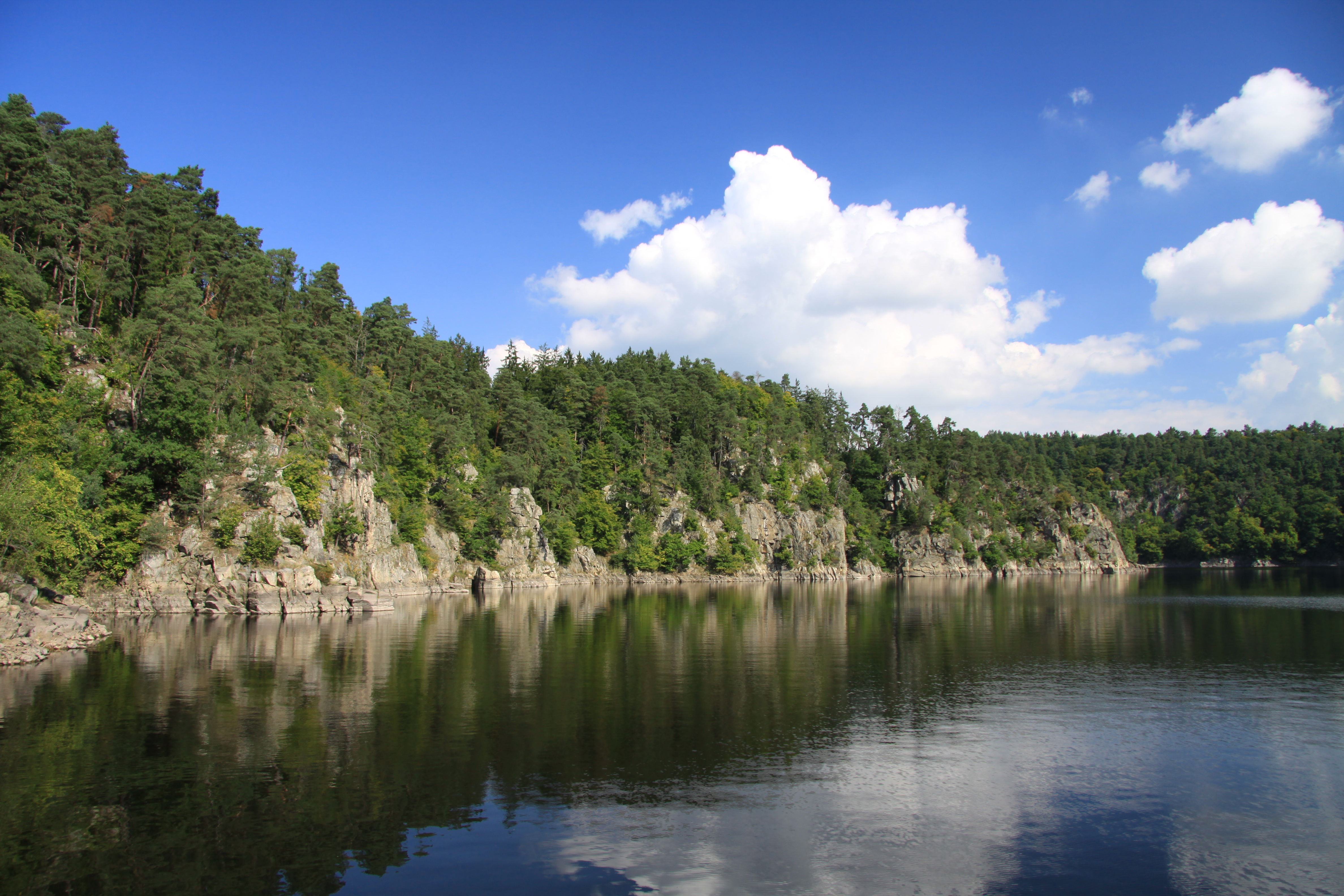
Pohled na památku od nádrže Orlík

Oblastí prochází tzv. Sedláčkova stezka, která vede z královského města Písek až na Orlík.